# Střední průmyslová škola koželužská Otrokovice
Střední průmyslová škola koželužská Otrokovice existovala  v letech 1933 až 1991.
Byla založena v roce 1933 firmou Baťa, jako jedna ze závodních odborných škol firmy ve Zlíně. Od roku 1956 byla jedinou odbornou koželužskou školou v Československu. V roce 1991 byla škole udělena právní subjektivita a ve školním roce 1992/93 se otevřel nový studijní obor chemická technologie. To vedlo ke změně oficiálního názvu školy na Střední průmyslová škola Otrokovice.

## Názvy školy
- (1933–1937) Závodní odborné školy firmy Baťa a.s. ve Zlíně
- (1937–1948) Průmyslová škola ve Zlíně
- (1948–1949) Průmyslová škola při n. p. Svit v Gottwaldově
- (1949–1953) Vyšší průmyslová škola při n. p. Svit Gottwaldov
- (1953–1954) Průmyslová škola koželužská Gottwaldov – Otrokovice
- (1954–1960) Průmyslová škola koželužská v Otrokovicích
- (1961–1991) Střední průmyslová škola koželužská Otrokovice

## Ředitelé školy
- (1933–1937) Jaromír Hradil
- (1937–1939) Ing. Albert Rosa
- (1939–1950) Ing. Matěj Hrádek
- (1950–1951) Josef Balcárek
- (1951–1953) Stanislav Staněk
- (1953–1971) Dr. František Volák
- (1971–1980) Ing. Jaroslav Krčál
- (1980–1982) František Adamec
- (1982–1991) Ing. Petr Churý
- (1991–1993) Ing. Leo Klimánek

## Historie v datech
- 1925 – vznik Závodní odborné školy obuvnické fy Baťa ve Zlíně, která samostatně vychovávala pracovníky pro odvětví firem, ve kterých jich byl nedostatek. Absolutorium bylo uznáváno jenom firmou Baťa.
- 1933 – v Otrokovicích vzniklo odloučené pracoviště Závodní odborné školy fy Baťa ve Zlíně se specializací na koželužství[2]
- 1937 – vznik šestileté Průmyslové školy ve Zlíně s oborem strojnickým, obuvnickým, chemickým a koželužským. Každý obor bylo možné studovat ve třech dvouletých stupních a to jako odbornou školu, mistrovskou školu a až vyšší průmyslovou školu s maturitou.[3]

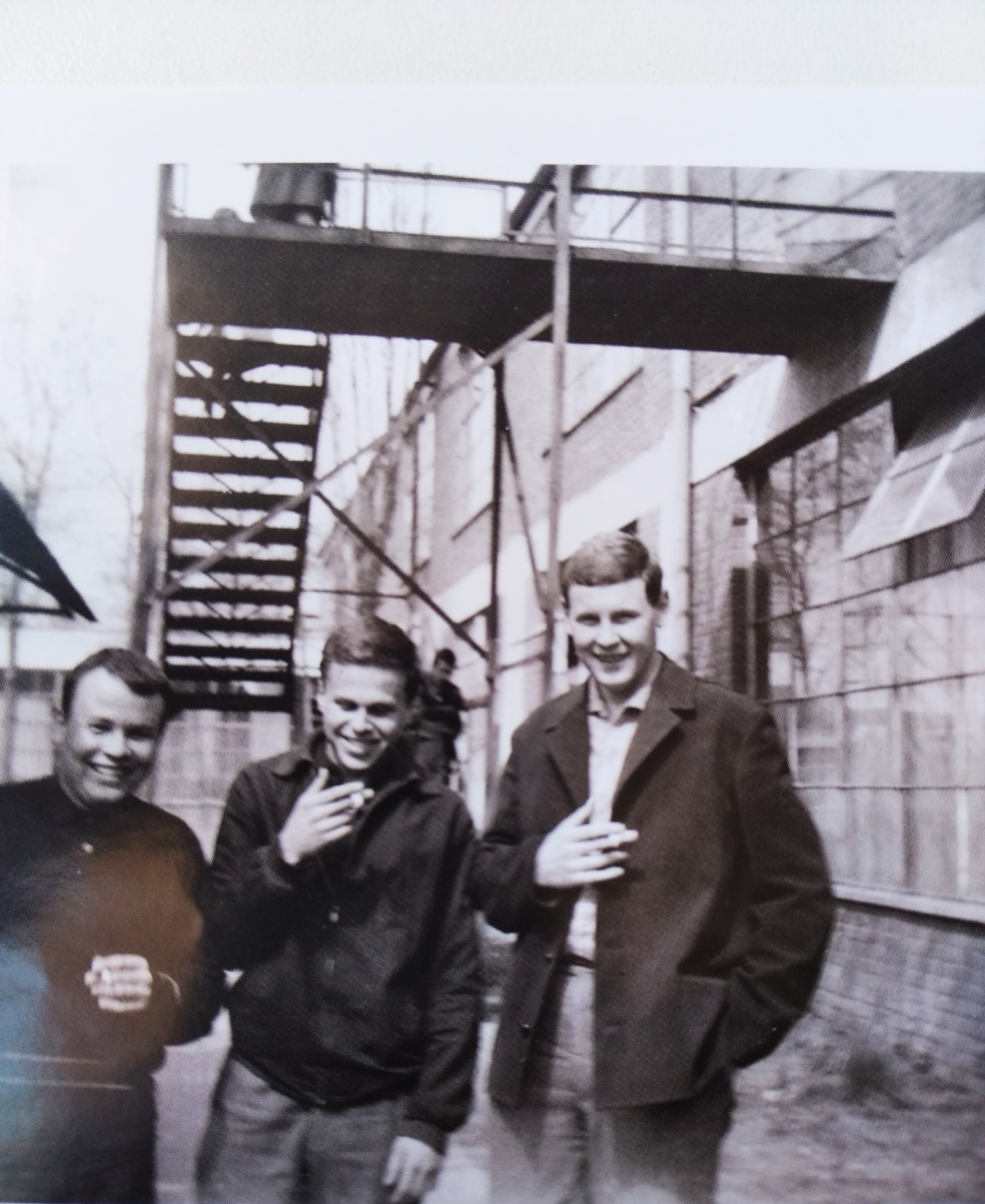
Vstup do školy po provizórním schodišti

- Vstup do školy po provizórním schodišti1940 – škola měla sedm oborů: obuvnický, strojírenský, stavební, pletařský, technický, chemický a koželužský. Prvních šest oborů bylo ve Zlíně, obor koželužský v Otrokovicích.
- 1941 – Vyšší průmyslová škola v Otrokovicích byla zrušena. Zůstaly jen škola odborná a mistrovská.
- 1942 – škola zřídila další dva obory a to textilní a stolařský.
- 1947 – opět byl otevřen první ročník Vyšší průmyslové školy.
- 1949 – škola přešla přímo pod státní správu.

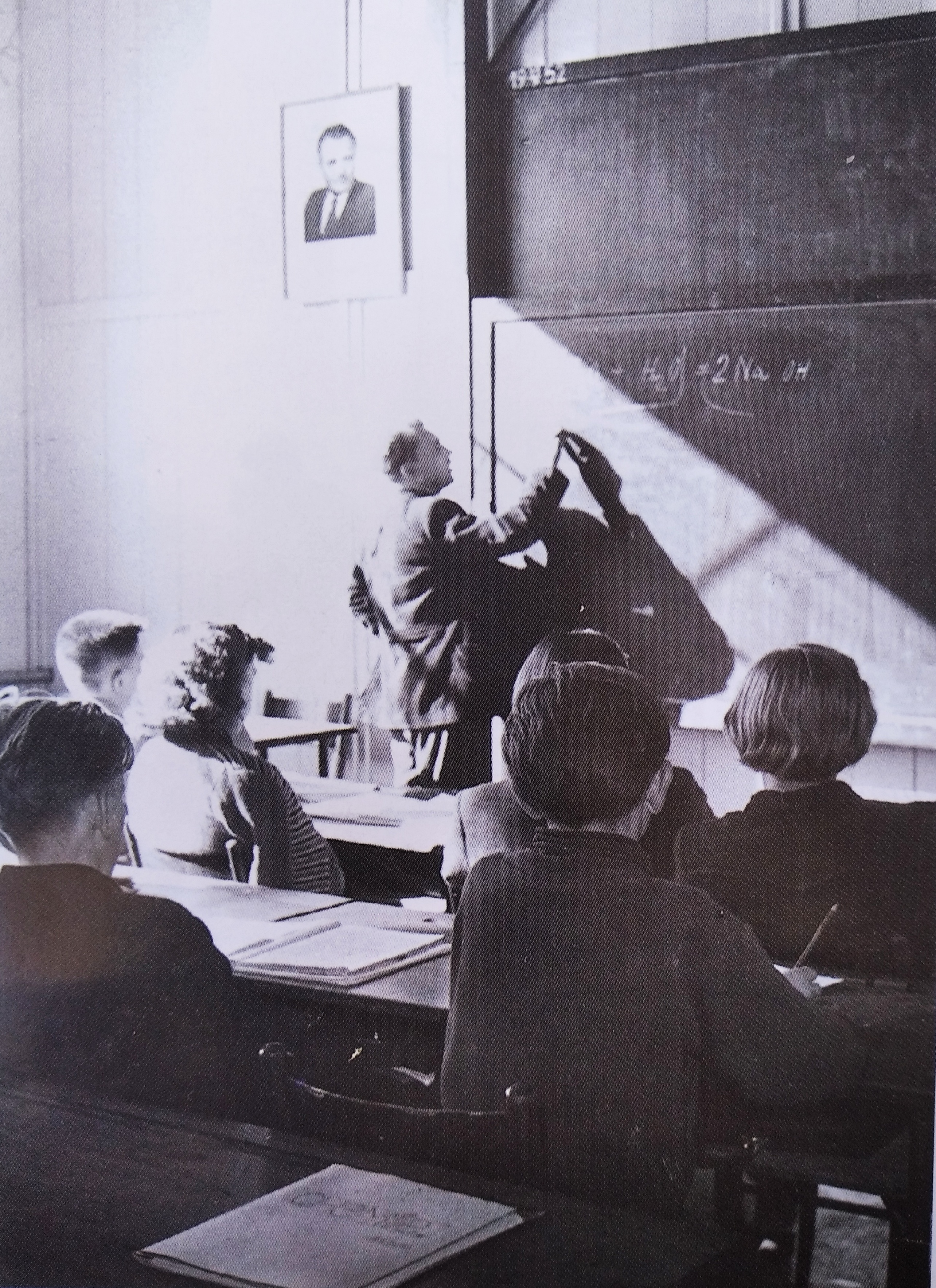
Ve třídě v r. 1952

- Ve třídě v r. 19521953 – škola se stala samostatnou čtyřletou průmyslovou školou, do které mohli přicházet studenti po ukončení povinné školní docházky.
- 1956 – škola v Otrokovicích se stala jedinou odbornou koželužskou školou v Československu.
- 1962 – byly vypracovány a schváleny nové osnovy, v nichž byl podstatně pozměněn obsah a rozsah odborných a zvláště chemických předmětů.
- 1974 – byla provedena generální rekonstrukce druhé etáže školní budovy.
- 1980 – zavádění nové výchovně vzdělávací soustavy.
- 1985 – první počítač TNS ze Slušovic ve škole a první pokusy s jeho využitím v laboratořích a ve výuce.
- 1991 – změna názvu školy na Střední průmyslová škola Otrokovice.

## Významní absolventi
- Anton Blažej (abs. 1948) – profesor, v letech 1969–1989 rektor Slovenské vysoké školy technické v Bratislavě, člen Československé akademie věd a Slovenské akademie věd
- Milan Mládek[4] (abs. 1951) – profesor,  v letech 1971 -1985  děkan Fakulty technologické VUT v Gottwaldově, vedoucí Katedry kožedělné technologie při FT VUT v Gottwaldově, jeden ze zakládajících členů FT UTB ve Zlíně
- Jan Kupec (abs. 1956) – profesor, v letech 1989 – 1990 děkan FT VUT, 1991 – 2001 vedoucí  Katedry technologie životního prostředí a chemie na FT UTB ve Zlíně
- Milan Šípek[5] (abs. 1956) - docent, 1961 – 2007 VŠCHT Praha, Fakulta chemicko-inženýrská,  Ústav fyzikální chemie, vedoucí Katedry praktické fotografie, autor mnoha patentů a zakladatel Kachekranu[6]
- Dagmar Janáčová[7] (abs. 1983) – profesorka, Ústav automatizace a řídicí techniky Fakulty aplikované informatiky Univerzity Tomáše Bati ve Zlíně
- Michal Tomek (abs. 1984)  je bývalý český hokejový útočník.